# Падина (област Кърджали)
 Тази статия е за селото в област Кърджали.  За други значения вижте Падина (пояснение).  
Па̀дина е село в Южна България. То се намира в община Ардино, област Кърджали.

## География
| Население по години | Население по години |
| ------------------- | ------------------- |
| 1934 г.             | 282 души            |
| 1946 г.             | 779 души            |
| 1956 г.             | 952 души            |
| 1975 г.             | 1200 души           |
| 1985 г.             | 478 души            |
| 1992 г.             | 499 души            |
| 2001 г.             | 1194 души           |
| 2011 г.             | 982 души            |
| 2019 г.             | 795 души            |

Село Падина се намира в източната част на Западните Родопи, на 10 – 15 km западно от границата им с Източните Родопи, на около 29 km запад-югозападно от град Кърджали и 10 km юг-югозападно от град Ардино.
Състои се от пет махали: Падина, Звегор, Байчево, Жеден и Узунова. Историята е обединила тези пет махали в едно родопско село разположено в планината, взело името на най-старата махала, която е разположена в подножието на връх Свети Илия – висок 1001,9 m.
Село Падина има континентално-средиземноморски климат, който се отличава с мека и влажна зима и горещо и сухо лято. Агроклиматичните ресурси са подходящи за отглеждането на топлолюбиви земеделски култури – предимно ориенталски тютюн, картофи, ливадни фуражни култури, за пасища и трайни насаждения. Съвсем малки участъци са благоприятни за отглеждане на захарно цвекло, ягоди и някои зеленчукови култури (домати, чушки, фасул и други). През първото десетилетие на 21 век са обособени няколко ябълкови градини, който дават реколта с отлични вкусови качества. В селото работи мандра, която произвежда висококачествени продукти (кашкавал, кисело мляко, масло, топени и пушени сирена и извара).
При преброяването на населението към 1 февруари 2011 г., от обща численост 982 лица, за 515 лица е посочена принадлежност към „българска“ етническа група, за 4 – към „турска“, за 38 – към други, за 8 – не се самоопределят и за 417 не е даден отговор.

## История
Според предания, махалата се е образувала от заселили се навремето овчари, докарали на паша стадата си в района, и с течение на времето се е развила и обособила до днешния си вид.
Селото – тогава махала с име Макмулу, Макмулар – е в България от 1912 г. Преименувано е на Падина с министерска заповед № 2820, обнародвана на 14 август 1934 г. Признато е от махала за село с министерска заповед № 1014, обнародвана на 11 май 1942 г.
През 1981 г. от Падина е отделено село Байчево, което през 2000 г. отново е присъединено към Падина.
Във фондовете на Държавния архив Кърджали се съхраняват документи от съответни периоди на/за:
- Списък на фондове от масив „K“:

– Народно основно училище „Кирил и Методий“ – с. Падина, Кърджалийско; фонд 133K; 1935 – 1943;
- Списък на фондове от масив „С“:

– Народно основно училище „Кирил и Методий“ – с. Падина, Кърджалийско; фонд 194; 1948 – 1995; Промени в наименованието на фондообразувателя:
> Народно основно училище „Кирил и Методий“ – с. Падина, Кърджалийско (1948 – 1988);
> Основно училище „Кирил и Методий“ – с. Падина, Кърджалийско (1988 – 1993);
> Основно училище „Св. Св. Кирил и Методий“ – с. Падина, Кърджалийско (1993–)

## Население
Преброяване на населението през 2011 г.
Численост и дял на етническите групи според преброяването на населението през 2011 г.:
|                     | Численост | Дял (в %) |
| Общо                | 982       | 100,00    |
| Българи             | 515       | 52,44     |
| Турци               | 4         | 0,40      |
| Цигани              | 0         | 0,00      |
| Други               | 38        | 3,86      |
| Не се самоопределят | 8         | 0,81      |
| Неотговорили        | 417       | 42,46     |

## Обществени институции
Село Падина към 2020 г. е център на кметство Падина.
В селото към 2020 г. има основно училище „Св. св. Кирил и Методий“, детска градина, читалище и джамия.

## Културни и природни забележителности
- в подножието на връх Свети Илия са изградени вили, подходящи за отдих и туризъм
- близо до върха, на едно от най-красивите места, е построен ловен заслон „Свети Илия“
- рибарник подходящ за спортен риболов – Крива река
- местност Калето-Жеден
- щраусова ферма Звегор
- пещера Дупката, Байчево